# Placa de Maoke

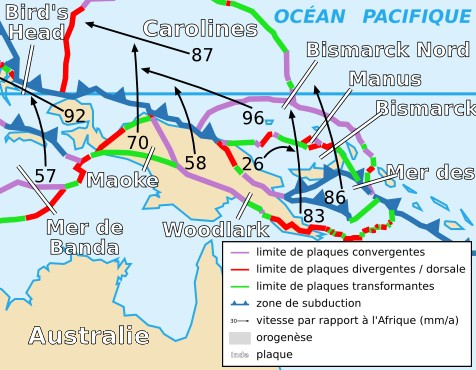
Mapa de la placa del Mar de Banda (como "Mer de Banda") y placas vecinas (en francés).

La placa de Maoke es una pequeña placa tectónica situada en el oeste de Nueva Guinea que subyace a las montañas Sudirman de las que emerge el Puncak Jaya, la cumbre más alta de la isla. Al este hay un borde convergente con la placa Woodlark. Al sur se encuentra un borde transformante con la placa Australiana, y la placa Cabeza de Pájaro se encuentra al oeste.